# Vriesea gladioflammans
Vriesea gladioflammans är en gräsväxtart som beskrevs av Edmundo Pereira och Raulino Reitz. Vriesea gladioflammans ingår i släktet Vriesea och familjen Bromeliaceae. Inga underarter finns listade i Catalogue of Life.